# ریدفین
ریدفین (انگلیسی: Redfin) شرکت املاک آمریکایی است، که در سال ۲۰۰۴ تأسیس شد.